# Maurice Meuleman
Maurice Meuleman, né le 17 avril 1934 à Mere et mort le 22 décembre 1998 à Haaltert, est un coureur cycliste belge, professionnel de 1956 à 1964.

## Palmarès
- 1955
  - Circuit des régions flamandes amateurs
  - 4eb étape de l'Étoile de la Meuse
  - 2e du championnat de Belgique sur route élites sans contrat
- 1956
  - 1re étape du Tour de Belgique amateurs
  - Circuit des Ardennes flamandes
  - 2e du Grand Prix de la ville de Zottegem
  - 3e du Circuit de la vallée de la Lys
  - 3e de Bruxelles-Liège
- 1957
  - Tour des Flandres des indépendants
  - Ypres-Wevelgem indépendant
  - Champion du Hainaut indépendants
  - 2e du Prix national de clôture
  - 3e de la Gullegem Koerse
- 1958
  - Grand Prix d'Isbergues
  - Escaut-Dendre-Lys
  - 3e étape du Circuit du Provençal
  - 2e du Circuit des régions flamandes
  - 3e du Grand Prix Beeckman-De Caluwé
  - 8e de la Flèche wallonne
- 1959
  - Tour des onze villes
  - 2e du Grand Prix d'Isbergues
  - 3e de Kuurne-Bruxelles-Kuurne
- 1960
  - 2e étape du Tour du Nord
  - 2e du Grand Prix Briek Schotte
  - 2e du Grand Prix du Brabant wallon
- 1961
  - À travers la Belgique :
    - Classement général
    - 2e étape

  - 6e étape du Tour de Suisse
  - 2e de Hoeilaart-Diest-Hoeilaart
  - 3e du Circuit de Flandre orientale
  - 4e de la Flèche wallonne
- 1963
  - Circuit de Flandre centrale
  - 2e du Prix de Saint-Lievin-Esse